# Eddie Mast
Edward "Eddie" Mast (Filadelfia, Pensilvania, 3 de octubre de 1948-Easton, Pensilvania, 18 de octubre de 1994) fue un jugador y entrenador de baloncesto estadounidense que disputó tres temporadas en la NBA, además de jugar en la EPBL/EBA. Como entrenador dirigió durante dos años a los Jets de la EBA. Con 2,05 metros de estatura, lo hacía en la posición de pívot.

## Trayectoria deportiva

### Universidad
Jugó durante tres temporadas con los Owls de la Universidad de Temple, en las que promedió 7,3 puntos y 5,9 rebotes por partido. En su última temporada ganó junto con su equipo el National Invitation Tournament.

### Profesional
Fue elegido en la cuadragésima posición del Draft de la NBA de 1969 por New York Knicks, y también por los Oakland Oaks en el Draft de la ABA, aunque acabó jugando una temporada en los Allentown Jets de la EPBL, donde fue elegido rookie del año.
Debido a su buena temporada fue fichado finalmente por los New York Knicks, donde jugó dos temporadas como suplente, llegando a disputar las Finales de 1972, en las que cayeron ante Los Angeles Lakers. Mast promedió ese año 2,6 puntos y 1,8 rebotes por partido.
En 1972-73 fue traspasado a Atlanta Hawks a cambio de una futura ronda del draft, donde jugó una temporada como suplente de Walt Bellamy. Posteriormente regresaría a los Allentown Jets, donde jugaría 5 temporadas más.

### Entrenador
En la última temporada en los Allentown Jets ejerció como jugador-entrenador, dejando las pistas al año siguiente y quedándose solo como entrenador del equipo un año más, en su nueva ubicación en Lehigh Valley.

## Estadísticas de su carrera en la NBA

### Temporada regular
| Temporada | Edad | Equipo          | Liga | P   | TIT | MIN  | TC  | TCA | %TC  | 3P | 3PA | %3P | TL  | TLA | %TL  | R.OF. | R.DEF. | REB | ASIS | ROB | TAP | PER | FP  | PTS |
| 1970-71   | 22   | New York Knicks | NBA  | 30  |     | 5.5  | 0.8 | 2.2 | .379 |    |     |     | 0.4 | 0.7 | .550 |       |        | 1.9 | 0.1  |     |     |     | 0.8 | 2.0 |
| 1971-72   | 23   | New York Knicks | NBA  | 40  |     | 6.8  | 1.0 | 2.8 | .348 |    |     |     | 0.6 | 1.0 | .610 |       |        | 1.8 | 0.3  |     |     |     | 1.0 | 2.6 |
| 1972-73   | 24   | Atlanta Hawks   | NBA  | 42  |     | 10.6 | 1.2 | 2.8 | .424 |    |     |     | 0.5 | 0.7 | .633 |       |        | 3.2 | 0.9  |     |     |     | 1.2 | 2.8 |
| Total     |      |                 | NBA  | 112 |     | 7.9  | 1.0 | 2.6 | .385 |    |     |     | 0.5 | 0.8 | .604 |       |        | 2.4 | 0.5  |     |     |     | 1.0 | 2.5 |

### Playoffs
| Temporada | Edad | Equipo          | Liga | P  | MIN | TCA | TC | 3PA | 3P | TLA | TL | R.OF. | REB | ASIS | ROB | TAP | PER | FP | PTS | %TC   | %3P | %FT  | MIN | PTS | REB | AST |
| 1970-71   | 22   | New York Knicks | NBA  | 3  | 11  | 2   | 5  |     |    | 0   | 0  |       | 3   | 0    |     |     |     | 2  | 4   | .400  |     |      | 3.7 | 1.3 | 1.0 | 0.0 |
| 1971-72   | 23   | New York Knicks | NBA  | 9  | 23  | 4   | 7  |     |    | 1   | 5  |       | 7   | 1    |     |     |     | 4  | 9   | .571  |     | .200 | 2.6 | 1.0 | 0.8 | 0.1 |
| 1972-73   | 24   | Atlanta Hawks   | NBA  | 4  | 15  | 5   | 5  |     |    | 0   | 0  |       | 5   | 1    |     |     |     | 1  | 10  | 1.000 |     |      | 3.8 | 2.5 | 1.3 | 0.3 |
| Total     |      |                 | NBA  | 16 | 49  | 11  | 17 |     |    | 1   | 5  |       | 15  | 2    |     |     |     | 7  | 23  | .647  |     | .200 | 3.1 | 1.4 | 0.9 | 0.1 |